# Saprosites dufaui
Saprosites dufaui är en skalbaggsart som beskrevs av Renaud Maurice Adrien Paulian 1947. Saprosites dufaui ingår i släktet Saprosites och familjen Aphodiidae. Inga underarter finns listade i Catalogue of Life.